# La Bascule (Fragonard)
Pour les articles homonymes, voir La Bascule.
La Bascule est un tableau réalisé par le peintre français Jean-Honoré Fragonard vers 1761-1765. Cette huile sur toile est une idylle qui représente une joyeuse compagnie s'amusant sur une balançoire à bascule dans un paysage naturel dominé par des ruines. Redécouverte avec Le Jeu de la palette dans un château de l'Orne en 2016, l'œuvre est désignée trésor national puis acquise par l'État français pour le musée du Louvre, à Paris. Elle se trouve depuis 2021 en dépôt au musée Fabre de Montpellier.